# Tokusatsu
Tokusatsu (jap. 特撮 tokusatsu; skrót od właśc. 特殊撮影 tokushu satsuei, „efekty specjalne w filmie i fotografii”) – termin w języku japońskim, oznaczający dosłownie efekty specjalne, stosowane w filmach kinowych i telewizyjnych, ale przyjął się także jako ogólne określenie specyficznego gatunku filmów akcji, science fiction, fantasy, horroru, czy dram, z udziałem różnorodnych potworów (np. kaijū, jak: Godzilla i Gamera), superbohaterów (np. serie Kamen Rider i Metalowi herosi), czy dram z gatunku mecha (np. Giant Robo). Niektóre produkcje tego rodzaju łączą kilka z tych podgatunków, jak na przykład serie: Ultraman i Super Sentai. Japońskie filmy tego rodzaju są mało znane poza Azją.

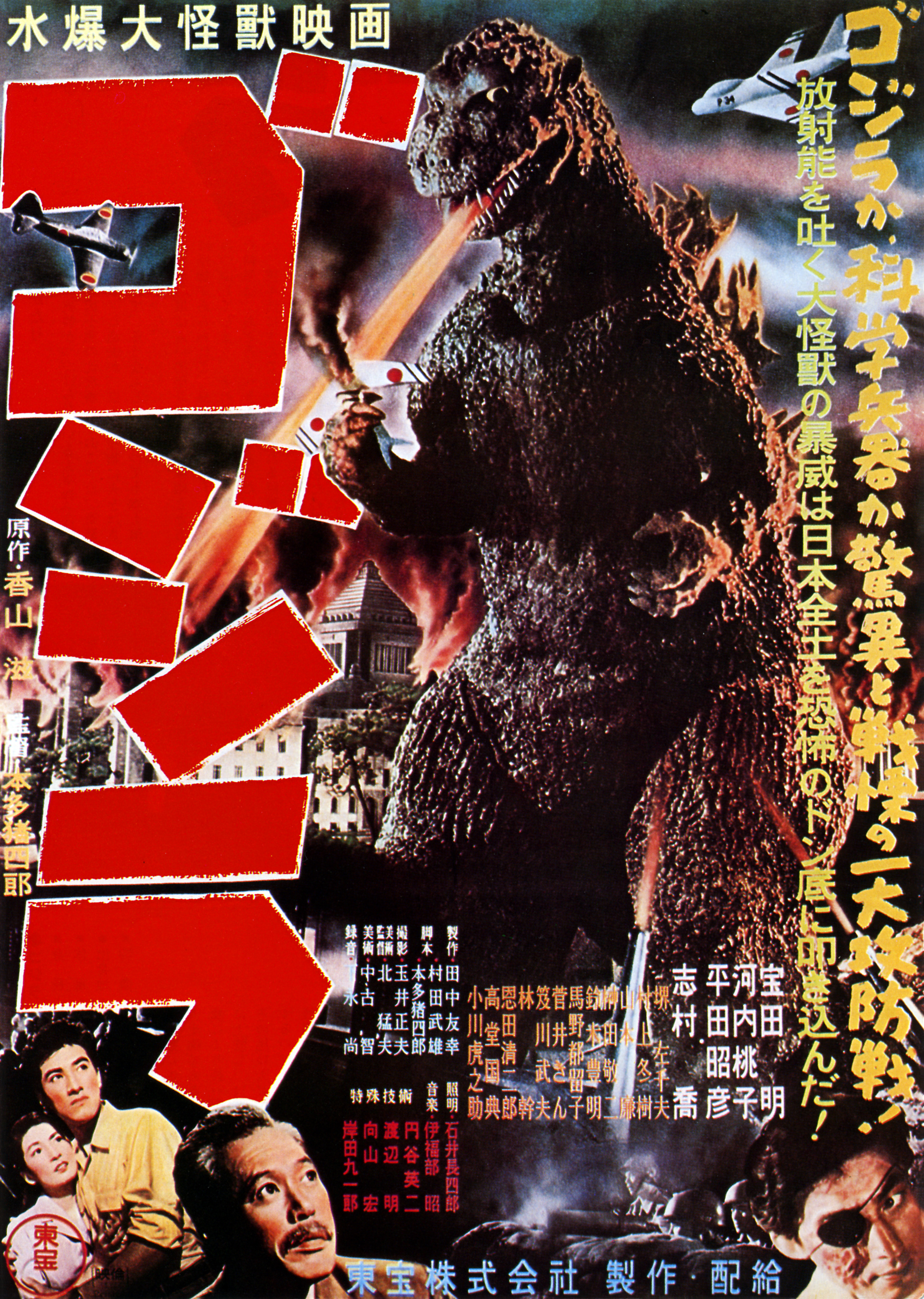
Godzilla w filmie z 1954 roku. Techniki opracowane przez Eijiego Tsuburayę dla studia Tōhō są nadal w użyciu w przemyśle filmowym i telewizyjnym tokusatsu.

Tego rodzaju efekty specjalne i  technika zaczęły się kształtować w latach 50. XX w., wraz z narodzinami Godzilli, jednego z najbardziej znanych potworów (kaijū) w kinematografii światowej.
Twórca efektów specjalnych Eiji Tsuburaya i reżyser Ishirō Honda wspólnie nakręcili w 1954 roku pierwszy film Godzilla: Król potworów. Tsuburaya, zainspirowany amerykańskim filmem King Kong, opracował wiele technik, które stały się podstawą gatunku, jak tzw. suitmation – wykorzystującą ludzkiego aktora w stroju gigantycznego potwora w połączeniu z wykorzystaniem miniatury i pomniejszonego planu miasta. Godzilla zmienił japońskie kino science fiction i fantasy, tworząc odmienną wizję gatunku, zdominowanego przez kino amerykańskie.